# Ректор-стрит (линия Бродвея и Седьмой авеню, Ай-ар-ти)
|   |   |   |   |
| · | · | · | · |

|   |   |   |   |
| · | · | · | · |

«Ректор-стрит» (англ. Rector Street) — станция Нью-Йоркского метрополитена, расположенная на линии Бродвея и Седьмой авеню, Ай-ар-ти.  На станции останавливается маршрут 1 (круглосуточно). Она представлена двумя боковыми платформами, обслуживающими два пути.
Станция была открыта 1 июля 1918 года, как часть развития сети Interborough Rapid Transit Company (IRT), которая в то время доминировала как отдельное метро, на территории Манхэттена от Таймс-сквер/42-й улицы до Саут-Ферри. Данный участок обслуживался челноком до полного завершения строительства линии и станций, на 1 июля 1918 года.
После терактов 11 сентября участок от Чеймберс-стрит в сторону Саут-Ферри был закрыт, так как на участке была сильно повреждена станция Кортландт-стрит.
Станция отделана мозаикой.
- Именная мозаика
- Мозаика с буквой "R"